# Megaselia similifrons
Megaselia similifrons är en tvåvingeart som beskrevs av Schmitz 1934. Megaselia similifrons ingår i släktet Megaselia och familjen puckelflugor. Arten är reproducerande i Sverige. Inga underarter finns listade i Catalogue of Life.